# Gianfranco Miglio

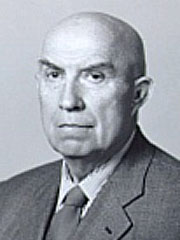
Gianfranco Miglio

Gianfranco Miglio (* 11. Januar 1918 in Como; † 10. August 2001 ebenda) war ein italienischer Jurist,  Politikwissenschaftler und Politiker. Er unterrichtete an der Università Cattolica del Sacro Cuore in Mailand und war von 1959 bis 1988 Leiter von deren politikwissenschaftlicher Abteilung. Miglio machte u. a. die Arbeiten Max Webers in Italien bekannt und übersetzte die Schriften von Lorenz von Stein und Carl Schmitt ins Italienische. In den 1990er Jahren galt er als Vordenker der Lega Nord, die damals eine Autonomie oder Abspaltung des wohlhabenden Norditalien vom Rest des Landes forderte.

## Vordenker der Lega Nord
Bereits unmittelbar nach der Befreiung Norditaliens vom Faschismus gehörte er zu den Gründern des politischen Zirkels „Il Cisalpino“, dessen Programm die Aufteilung des italienischen Staatsgebiets in Kantone nach Schweizer Modell vorsah. Ab den 1980er Jahren propagierte Miglio erneut das Konzept des Föderalismus und forderte eine grundlegende Verfassungsreform. Seit 1990 näherte er sich der Lega Nord an und war von 1992 bis 2001 für diese italienischer Senator. In dieser Funktion legte er während der Staatskrise, die dem Zusammenbruch der Parteiensystems nach Aufdeckung eines groß angelegten Korruptionsskandals durch die Mani-pulite-Ermittlungen folgte, einen Plan zur föderalen Neuordnung Italiens vor: Dieser sah vor, das Land in drei Großregionen (den Norden oder Padanien, die Mitte oder Etrurien und den Süden oder Mediterranea) und fünf autonome Regionen einzuteilen, die nach Miglios Vorstellung jeweils unterschiedliche historisch gewachsene Traditionen besäßen. Miglios Konzept sah außerdem die Einrichtung einer Zentralregierung, bestehend aus den Gouverneuren der drei Makroregionen, einem Repräsentanten der fünf autonomen Regionen und dem Staatspräsidenten vor. Letzterer sollte von allen Bürgern direkt gewählt werden und die Einheit des Landes repräsentieren. Allerdings wurde dieser Plan, den er im decalogo di Assago 1993 vorgestellt hatte, von der Lega kaum aufgegriffen und geriet bald in Vergessenheit. Nachdem Parteichef Umberto Bossi 1994 entschied, in die Regierung von Silvio Berlusconi einzutreten, warf er ihm Opportunismus vor und verließ die Partei. Er gründete die kurzlebige und bei Wahlen nicht erfolgreiche Partito Federalista.